# Columbia (supercontinent)
Pour les articles homonymes, voir Columbia.

Rendu du supercontinent Columbia il y a environ 1,59 milliard d'années.

Columbia (également connu sous les noms de Nuna et, plus récemment d'Hudsonland ou Hudsonia) est un des premiers supercontinents qui aurait existé il y a environ 1,5 à 1,8 milliard d'années (Ga) pendant l'ère paléoprotérozoïque. Il a laissé des cratons qui se retrouvent sur les continents Laurentia et Baltica, ainsi qu’en Ukraine, en Amazonie, en Australie, peut-être en Sibérie, dans le nord de la Chine et dans le Désert du Kalahari. L'existence de Columbia est basée sur l'interprétation de données paléomagnétiques.

## Taille et position
L'extension de Columbia est estimée à environ 12 900 km du nord au sud et 4 800 km dans sa plus grande largeur. La côte orientale de l'Inde était rattachée à l'ouest de l'Amérique du Nord, l'Australie du sud étant au contact du Canada occidental. La plus grande partie de l'Amérique du Sud était orientée de façon que la bordure ouest du Brésil moderne soit dans le prolongement de l'Amérique du Nord, formant une marge continentale qui s'étendait jusque sous la côte sud de la Scandinavie.

## Formation
Columbia s'est formé tout au long d'une période de collision et d'orogenèse à grande échelle s'étendant de 2,2 à 1,8 Ga, il comprenait la plupart des masses continentales de la Terre. Les blocs cratoniques d'Amérique du Sud et d'Afrique de l'Ouest se sont soudés lors des orogenèses transamazonienne et eburnéenne il y a 2,1 à 2,0 Ga ; les cratons du Kaapvaal et du Zimbabwe sont entrés en collision le long de la ceinture du Limpopo il y a 2,0 Ga ; les cratons d'Amérique du Nord se sont suturés il y a 1,9 à 1,8 Ga lors des orogenèses Trans-Hudson, Pénokéen, Taltson–Thelon, Wopmay, Ungava, Torngat et Nagssugtoqidain ; les cratons de Kola, de Carélie, de Volgo-Ouralia et de Sarmatie se sont joints pour former le paléo-continent de Baltica il y a 1,9 à 1,8 Ga lors des orogenèses Kola–Karélienne, Svécofennienne, Volhyn-Central Russe et Pachelma ; au même moment, les cratons d'Anabar et d'Aldan en Sibérie se sont connectés lors des orogenèses d'Akitkan et d'Aldan Central ; l'Antarctique oriental et un bloc indéterminé se sont rejoints lors de l'orogénèse des monts Transantarctiques, les blocs du nord et du sud de l'Inde se sont amalgamés le long de la zone tectonique d'Inde Centrale et les blocs est et ouest du craton de Chine du Nord se sont soudés il y a 1,85 Ga lors de l'orogénèse du nord de la Chine.
À la suite de son assemblage final, le continent a subi une croissance de longue durée (1,8 à 1,3 Ga) avec des zones de subduction au niveau des marges continentales principales, à l'origine d'une large ceinture d'accrétion magmatique le long de l'actuelle marge sud de l'Amérique du Nord, du Groenland et de Baltica. Cela inclut, en Amérique du Nord, de 1,8 à 1,7 Ga les ceintures de Yavapai, des plaines centrales et de Makkovikian, de 1,7 à 1,6 Ga, les ceintures de Mazatzal et Labradorienne, de 1,5 à 1,3 Ga celles de St. Francois et de Spavinaw et de 1,3 à 1,2 Ga celle d'Elzevirian ; au Groenland, de 1,8 à 1,7 Ga, la ceinture de Ketilidian; et en Baltica, de 1,8 à 1,7 Ga la ceinture ignée transscandinavienne, de 1,7 à 1,6 Ga la ceinture Kongsberggienne-Gothianne et de 1,5 à 1,3 Ga la ceinture granitoïde du sud ouest de la Suède.
Au cours de la même période, les autres blocs cratoniques ont également subi une croissance sur leurs marges. En Amérique du Sud, une zone d'accrétion est apparue le long de la marge ouest du craton Amazonia de 1,8 à 1,3 Ga, représentée par les ceintures du Rio Negro, de Juruena et Rondonienne. En Australie, une zone d'accrétion magmatique, incluant les ceintures d'Arunta, du Mont Isa, de Georgetown, de Coen et des Broken Hill, a existé entre 1,8 et 1,5 Ga sur la marge orientale du craton d'Australie du Nord et du craton de Gawler. En Chine, une zone d'accrétion magmatique nommée la ceinture de Xiong s'étendait le long de la marge sud du craton de Chine du Nord entre 1,8 et 1,4 Ga.

## Fragmentation
La fragmentation de Columbia a commencé il y a 1,6 Ga par la formation d'un rift continental qui s'étendait le long de la marge ouest de Laurentia (le supergroupe de la ceinture de Purcell), l'Inde Orientale (Mahanadi et Godavari), la marge sud de Baltica (Supergroupe de Telemark), le nord ouest de la marge d'Afrique du Sud (la ceinture de cuivre du Kalahari) et la marge nord du bloc de Chine du Nord (ceinture de Zhaertai-Bayan Obo). Elle s'est accompagnée d'une activité magmatique anorogénétique de grande extension, correspondant à la formation d'une succession anorthosite-mangerite-charnockite-granite (AMCG) en Amérique du Nord, dans le continent de Baltica, en Amazonie et dans le nord de la Chine. Elle s'est prolongée jusqu'à la disparition du continent entre 1,3 Ga et 1,2 Ga, qui est matérialisée par la mise en place des essaims de dykes mafiques de MacKenzie il y a 1,27 Ga, et de Sudbury il y a 1,24 Ga en Amérique du Nord. Les différents fragments ont formé le continent de Rodinia, 500 Ma plus tard.